# Ceuthophilus hesperus
Ceuthophilus hesperus är en insektsart som beskrevs av Theodore Huntington Hubbell 1936. Ceuthophilus hesperus ingår i släktet Ceuthophilus och familjen grottvårtbitare.

## Underarter
Arten delas in i följande underarter:
- C. h. clunicornis
- C. h. transitans
- C. h. hesperus
- C. h. eino